# Carter Hall (Schiff, 1995)
Die USS Carter Hall ist ein Docklandungsschiff der United States Navy und gehört der Harpers-Ferry-Klasse an. Der Name leitet sich von dem Anwesen Carter Hall bei Millwood, Virginia, ab. Sie trägt die Schiffskennung LSD-50.

## Geschichte
LSD-50 wurde 1989 in Auftrag gegeben und 1991 bei Avondale Shipyard auf Kiel gelegt. 1993 lief das Schiff vom Stapel und wurde getauft. Im Herbst 1995 fand die offizielle Indienststellung in die Flotte der US Navy statt.
Die erste Verlegung erfolgte 1997 ins Mittelmeer. 2003 operierte die Carter Hall an der Seite der Iwo Jima vor Liberia, wo ein Bürgerkrieg tobte. 2005 fuhr das Schiff als Geleit der Nassau in den Indischen Ozean, wo die Kampfgruppe die Sicherheit der Seewege gegen Piraten garantieren sollte. Später befuhr die Gruppe den Persischen Golf. 2007 war das Schiff wieder vor Somalia unterwegs. Im Juni bemerkte die Besatzung dabei das von somalischen Piraten besetzte dänische Frachtschiff Danica White. Die Carter Hall zerstörte drei Skiffs der Piraten, konnte aber die sich bereits an Bord befindlichen Piraten nicht von der Entführung des Schiffs in somalische Gewässer abhalten.
Auch 2008 fuhr das Schiff, an der Seite der Iwo Jima, vor Somalia. Anfang 2010 wurde die Carter Hall mit der Bataan und der Fort McHenry nach dem Erdbeben in Haiti eingesetzt, um Hilfsgüter an die Küsten zu liefern. Mit der Kearsarge verlegte die Carter Hall im August 2010, um in den von der Überschwemmungskatastrophe in Pakistan betroffenen Regionen Hilfsgüter an Land zu bringen.
Nachdem am 4. Februar 2023 ein chinesischer Stratosphärenballon nahe Myrtle Beach in South Carolina abgeschossen worden war, war das Schiff an der Suche nach den Trümmern beteiligt. Im Verlauf von Operationen im Bereich des Roten Meeres und Golfs von Aden in den ersten Monaten des Jahres 2024 bekämpfte die USS Carter Hall eine Drohne der Ansar Allah mithilfe ihres Nahbereichsverteidigungssystems RAM und wurde zum ersten Docklandungsschiff, das ein gegnerisches unbemanntes Kampf-Luftfahrzeug abschoss. Im März 2024 kehrte sie nach neunmonatiger Verlegung zu ihrer Heimatbasis Little Creek (Virginia) zurück.